# Сунигильда
Сунигильда (лат. Sunigilda, ср.-греч. Σουνιγίλδαν; умерла в 493) — жена Одоакра, в 476—493 годах правившего государством, возникшим после ликвидации Западной Римской империи.

## Биография
Имя супруги Одоакра — Сунигильды — известно из труда Иоанна Антиохийского. О связанных с ней и членами её семьи событиями также сообщается в хрониках Кассиодора, Марцеллина Комита и Анонима Валезия, «Галльской хронике 511 года», «О происхождении и деяниях гетов» Иордана, «Войне с персами» Прокопия Кесарийского и нескольких других подзнеантичных и раннесредневековых трудах.
Происхождение Сунигильды в позднеантичных и раннесредневековых исторических источниках не упоминается. На основании ономастических данных предполагается, что она могла иметь родственные связи с готами или росомонами. Если данные о росомонском происхождении Сунигильды соответствуют действительности, то, возможно, её настоящим именем было имя Сунильда.
Сунигильда приблизительно с 455 года была женой Одоакра. Её муж, «человек достойного возраста и разума, а также сведущий в военном деле», в 476 году сместил последнего римского императора Ромула Августа и стал правителем владений бывшей Римской империи на Апеннинском полуострове и части восточного побережья Адриатического моря. В современных Одоакру документах и трудах историков он назывался королём (лат. rex) без указания территориальной принадлежности этого титула. Однако имеются данные, что в легендах монет Одоакр использовал титул «король Италии», о чём упоминал и Виктор Витенский (лат. «Odovacro Italiae regi»).
Также как и её муж Сунигильда была арианкой и покровительствовала своим единоверцам. Однако в отличие от Одоакра, терпимо относившегося к христианам-ортодоксам, его жена проявляла ненависть к исповедникам Никейского Символа веры. В «Константинопольском синаксаре» из рукописи «Codex Sirmondianus» в записях о событиях 8 декабря содержится рассказ об организованных в 484 году королём вандалов Хунерихом гонениях против ортодоксов. В том числе там повествуется, что в Риме жена Одоакра Сунигильда (в тексте — Сунильда; ср.-греч. Σούνηλδις) принудила знатную матрону к крещению по арианскому обряду. Когда же новообращённая передала два обола совершившему таинство миланскому епископу со словами: «Вот тебе за твоё купание!», Сунигильда повелела сжечь её. Из-за страха перед женой Одоакра муж казнённой тут же захотел стать арианином, но «за это его тотчас постигло наказание Божие: он был поражён молнией». Возможно, эти отсутствующие в других исторических источниках данные могли попасть в «Константинопольский синаксарь» из несохранившегося до нашего время труда какого-нибудь современного Одоакру и Сунигильде историка.
Скорее всего, в браке Одоакра и Сунигильды родился единственно достоверно известный ребёнок — сын Тела.
После вторжения в 489 году на Апеннинский полуостров остготов короля Теодориха Великого и последовавших за этим поражений (в 489 году — в сражениях на Изонцо и при Вероне, а в 490 году — в сражении на Адде) Одоакр вместе с членами своей семьи укрылся в Равенне. Здесь он был осаждён остготами и более двух лет оказывал сопротивление захватчикам. Во время осады Одоакр провозгласил Телу цезарем, возможно, намереваясь после прекращения войны передать сыну не только власть над своими владениями, но и провозгласить его императором. Из-за голода в осаждённом городе и неспособности своих подданных нанести военное поражение остготам, Одоакр в 493 году вступил в переговоры с Теодорихом Великим и при посредничестве равеннского архиепископа Иоанна III 27 февраля заключил с королём остготов мирный договор. Согласно ему, власть над Италией должна была быть разделена между двумя правителями. В качестве гарантии выполнения этого условия Одоакр передал Теодориху в заложники Телу. Однако 15 марта на организованном по случаю примирения пиру Одоакр был казнён собственноручно королём Теодорихом. Почти одновременно были убиты и большинство находившихся в Италии сторонников Одоакра. Репрессиям подверглись и члены семьи убитого короля Италии: его брат Онульф был застрелен при попытке бегства, а Телу Теодорих Великий отослал в Тулузу к своему союзнику, королю вестготов Алариху II. Сунигильда была заключена в тюрьму и вскоре после гибели мужа уморена там голодом. Предполагается, что та жестокость, которую Теодорих Великий проявил к членам семьи Одоакра, могла быть вызвана не только политическими, но и личными причинами: так король остготов отомстил росомонке Сунигильде и близким ей людям за убийство в 370-х годах её родичами одного из своих предшественников на остготском престоле — Германариха. Убийство из-за кровной мести могло быть использовано Магном Феликсом Эннодием, Кассиодором и Иорданом для оправдания убийства Теодорихом Великим Одоакра и последовавшего за этим захвата королём остготов власти над Апеннинским полуостровом.

## Комментарии
1. ↑  В издании труда Иоанна Антиохийского во «Fragmenta historicorum Graecorum» фрагмент с упоминанием Сунигильды атрибутирован как № 214a[2]. В издании же «Corpus Fontium Historiae Byzantinae» — как фрагмент № 238[3].
2. ↑  Согласно Иоанну Антиохийскому, сын Одоакра носил имя Окла (ср.-греч. ᾿Οκλὰν)[21].
3. ↑  В 500 году при попытке возвратиться из Галлии в остготскую Италию Тела был пленён и по приказу Теодориха Великого убит[7][15][21][22][23][25].
4. ↑  Об убийстве Одоакра Теодорихом Великим из-за кровной мести сообщается в «Панегирике Теодориху» Магна Феликса Эннодия[29]. По другим интерпретациям этого свидетельства, Теодорих Великий мог мстить Одоакру или как скиру, в войне с которыми в 469 году погиб его дядя по отцу Валамир[16], или как тому, кто в 487 году казнил его родственников из королевской семьи ругов: Фелетея и Гизо[23].